# Sgùrr Alasdair
A Sgùrr Alasdair (kiejtése: IPA: [s̪kuːᵲ ˈaɫ̪əs̪t̪eɾʲ]) a skóciai Skye szigetén található legmagasabb csúcs, valamint a legmagasabb munro, amely nem a főszigeten helyezkedik el. A Fekete-Cuillin déli részén található, a tőle északra lévő Sgùrr Dearg csak hat méterrel alacsonyabb. A sziklás környezetnek köszönhetően megmászása nagy óvatosságot igényel, a nyugatról közelítő hagyományos útvonal 9,5 kilométer hosszú, 5-6 óra szintidővel.

## Általános információk
A Sgùrr Alasdair nem a Fekete-Cuillin főgerincén van, hanem a Sgùrr Thearlaich(984 m) csúcsától délnyugati irányba induló nyúlvány legelején, amelyen még a 947 méteres Sgùrr Sgumain is található. A kinyúlástól délre, vele párhuzamosan, szintén délnyugati irányban ágazik el a Sròn na Cìche("a kebel hegyfoka") nevű sziklás gerinc, amelynek északi oldalán található a The Cioch ("a kebel") nevű szikla, amely 800 méteres hosszával, és 300 méteres magasságával a szigeten található legnagyobb ilyen jellegű képződmény.
A Sròn na Cìche gerincét a ghrunndavölgyi-átjáró (Bealach Coir a' Ghrunnda) választja el a Sgùrr Sgumain csúcsától, a Sgumain és az Alasdair között pedig a Sgumain-átjáró található, amely 921 méteres magasságával a legmagasabb hágó a Skye-on.
Az Alasdair csúcsát 1873-ban az az ember mászta meg először, akiről később a hegyet is elnevezték. Alexander Nicolsonegy helyi pásztor, Angus Macrae segítségével jutott fel a csúcsra. A Sgùrr Dearg csúcsáról érkezve a Lagan-völgyből, északról közelítették meg a hegyet, amelynek akkoriban még nem volt neve. Nicolson elnevezte Scur a Laghain-nak, a Lagan-völgy után. Korábban az egész hegynek az Alasdair mellékcsúcsa, a Sgùrr Sgumain adta a nevét.

„Ezt a völgyet Corrie Laghain névvel illetik, a kis tavat pedig Loch a Laghain-ként. Mivel a társam nem ismerte a hegy nevét, ezért azt javasoltam, hogy hívjuk Scur a Laghain-nak [...]. A völgy másik oldalán a mászás kemény és izzasztó volt, és nem volt könnyű megtalálni az utat még akkor sem, amikor már a csúcs alatt voltunk. Felértünk azonban nagyobb nehézség nélkül, néhány helyen erősen kellett ugyan kapaszkodni, de egészében véve voltam már rosszabb helyen is [...]. Nem volt semmi jele a csúcson annak, hogy korábban lettek volna itt, és természetesen úgy gondoltuk, hogy a mi kötelességünk felállítani egy kőrakást. [...]”

– Alexander Nicolson, The Isle of Skye

Nicolson 1893-as halála után, talán már néhány évvel előtte is, a csúcs átvette az ő nevét. Amikor Charles Pilkington 1891-ben a Skót Hegymászó Klub folyóiratában beszámol expedíciójáról, már Sgùrr Alasdair-ként hivatkozik rá, bár megemlíti a csúcs elnevezése körüli bizonytalanságot.

## A túra leírása
Gyakran megesik, hogy egy hegyvonulat vagy csoport legmagasabb pontja csak egy lekerekített tömb, amelyhez könnyű eljutni, és puszta terjedelmén kívül nem rendelkezik érdemekkel. [...] Szerény véleményem azonban, hogy a Sgurr Alasdair-rel kapcsolatban éppen az ellenkezője érvényes, a Coolin legmagasabb pontja egyben az összes közül a legszebb is. A legvadabb és legfantasztikusabb csúcsok fölé emelkedik, és meredek oldalai a Brit-szigetek két legszebb völgyében végződnek.

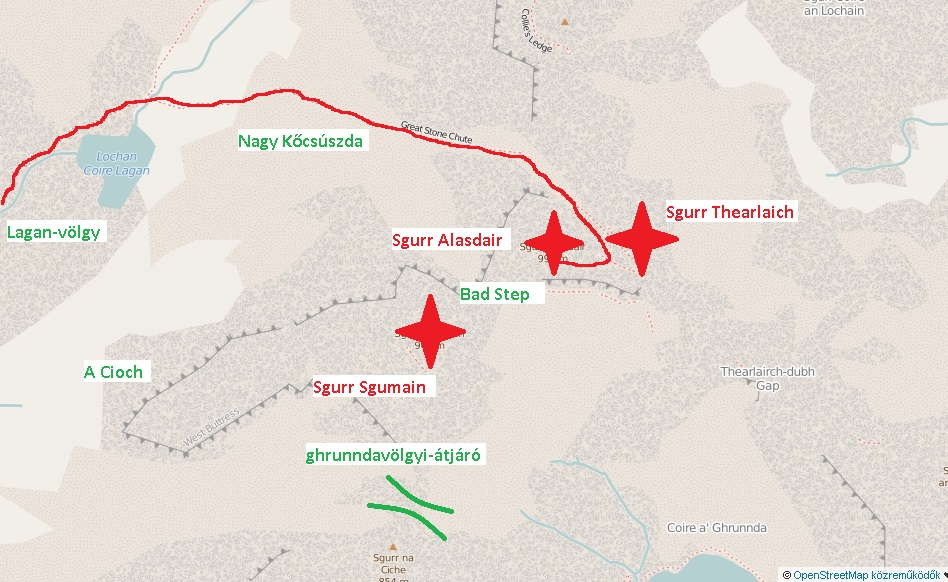
Piros: a leggyakrabban használt út, amely keletről érkezik.

A Cuillin középső és déli csúcsainak megközelítése a Glen Brittle Road felől történik. A Lagan-völgy eléréséig ugyanazon az útvonalon kell haladni, amely a Sgùrr Mhic Choinnich esetében is használatos, de a völgyből nyíló két omladékos lejtő közül nem az An Stac-omladékot, hanem a Nagy Kőcsúszdát (Great Stone Chute) kell használni. Ennek a tetején a gerincen 2-es kategóriájú négykézláb mászással lehet elérni az Alasdairt.
A kőcsúszda tetejéről meg lehet mászni a Sgùrr Thearlaich tetejét is, ez valamivel nehezebb, 3-as kategóriájú, de még mindig kötél nélküli mászást igényel. A Sgùrr Sgumaint általában a ghrunndavölgyi-átjáró felől közelítik meg, innen 2/3 kategóriájú a négykézláb mászás. Ha valaki innen, tehát délnyugatról akar átmenni az Alasdair-re, annak is 3-as kategóriájú négykézláb mászással kell haladnia egy ún. Bad Step nevű résszel, amelyet oldalra meg lehet kerülni.